# Federico Balli
Federico Balli (* 18. März 1854 in Locarno; † 21. August 1889 in Cavergno, heimatberechtigt in Cavergno) war ein Schweizer Publizist, Politiker, Tessiner Grossrat und Wohltäter.

## Biografie
Federico Balli war Sohn des Valentino Alessandro, Bruder von Emilio und Francesco. Er heiratete Luigina Quadri. Nach dem Besuch des Internats der Barnabiten in Monza studierte er (ohne Abschluss) Wirtschaftswissenschaften an der Katholischen Universität Löwen. Als er 1876 ins Kanton Tessin zurückkehrte, förderte er die Entwicklung des Tourismus im Vallemaggia mit der Gründung des Hôtel du Glacier in Bignasco (1883). Er war Mitglied des italienischen und später des Tessiner Alpenklubs.
Seine Eindrücke vom Wandern und Beobachten seines Tals hat er in verschiedenen Landschaftsbeschreibungen festgehalten, darunter La Valle Maggia vista a volo di uccello (1884) und Valle Bavona (1885). Im Jahr 1885 gründete er einen grossen Fonds für die armen Kranken der Region. Als Politiker der Konservativen Partei war er Abgeordneter im Tessiner Grossrat von 1879 bia 1889, (Präsident 1883).